# Metatachardia sinensis
Metatachardia sinensis är en insektsart som beskrevs av Zhang, Z.S. 1993. Metatachardia sinensis ingår i släktet Metatachardia och familjen Kerriidae. Inga underarter finns listade i Catalogue of Life.